# Terra de Goshen
Terra de Goshen fou el nom bíblic de la terra de l'antic Egipte on es van assentar Josep i els seus familiars i descendents, i de la que els hebreus van sortir d'Egipte en el temps de l'Èxode. Es trobava a l'est del Delta del Nil.
Segons la narració de Josep al Llibre del Gènesi, els fills de Jacob (Israel) que vivien a Hebron, van experimentar una gran fam que va durar set anys. Es va dir que Egipte era l'únic regne capaç de subministrar aliments i, per tant, els fills de Jacob (Israel) van viatjar allà per comprar béns. El segon any de fam, el visir d'Egipte, Josep, va convidar els fills d'Israel a viure en territori egipci. Es van establir al país de Goixen.